# Wall of Eyes
Wall of Eyes — другий студійний альбом англійського рок-гурту The Smile, що вийшов 26 січня 2024 року на лейблі XL Recordings. Він був записаний в Оксфорді та Abbey Road Studios з продюсером Семом Петтсом-Девісом.
The Smile створили пісні під час туру на підтримку свого першого альбому A Light for Attracting Attention. Після випуску синглу «Bending Hectic» у червні 2023 року, The Smile анонсували альбом синглом «Wall of Eyes» у листопаді, а потім «Friend of a Friend» у січні. Кліпи на «Wall of Eyes» та «Friend of a Friend» зняв режисер Пол Томас Андерсон. Wall of Eyes отримав визнання.

## Запис
До складу The Smile входять учасники Radiohead Джонні Ґрінвуд і Том Йорк, а також колишній барабанщик Sons of Kemet — Том Скіннер. Під час туру на підтримку свого першого альбому A Light for Attracting Attention (2022) вони виконали багато нових пісень, у тому числі кілька майбутніх треків Wall of Eyes. Вони записали Wall of Eyes в Оксфорді та лондонській студії Abbey Road Studios зі струнними партіями у виконанні Лондонського сучасного оркестру.
У березні 2023 року The Smile підтвердили, що вони вже сім тижнів записують альбом. У червні Ґрінвуд сказав, що альбом був присвячений роботі в рамках гурту з трьох осіб, і що вони все ще працюють над накопиченими ідеями, які з'явилися під час пандемії COVID-19.
Тоді як більшість попередніх робіт Йорка, зокрема попередній альбом Smile, спродюсував Найджел Ґодріч, Wall of Eyes спродюсував і звів Сем Петтс-Девіс. Петтс-Девіс раніше продюсував саундтрек до фільму Suspiria 2018 року, а також пісні Йорка «5.17» і «That's How Horses Are», які були написані для телевізійної драми Гострі картузи. У цій драмі також з'явилася версія пісні з Wall of Eyes — «Teleharmonic».
Завантаження пісні Radiohead 2009 року «These Are My Twisted Words» містило текстовий файл, що містив фразу «Wall of Ice», що викликало припущення, що це назва майбутнього мініальбому Radiohead. Фраза «wall of eyes» пізніше з'явилася в промо-матеріалах до альбому Radiohead 2011 року The King of Limbs.

## Музика
«Wall of Eyes» — це акустична гітара, струнні та ритм, схожий на самбу, у розмірі 5/4. Stereogum описали її як «легку, ніжну, ізольовану» та «м'яку і граціозну, зі зростаючим відчуттям неспокою і дисонансу». «Teleharmonic» поєднує «небесний вокал, проникливий бас, пульсуючий синтезатор і „акробатичні“ барабани». Stereogum порівняв фортепіанну поп-пісню «Friend of a Friend» з творчістю Ренді Ньюмана або Бена Фолдса, а струнні — з піснею The Beatles 1967 року «A Day in the Life». «Bending Hectic» — довга пісня, яка будується до крещендо, з текстом, що описує автомобільну аварію.

## Реліз
The Smile випустили перший сингл з Wall of Eyes, «Bending Hectic», 20 червня 2023 року. Альбом був анонсований 13 листопада, а його реліз запланований на 26 січня 2024 року. У березні 2024 року The Smile розпочнуть європейське турне.
Альбом був анонсований разом із другим синглом, «Wall of Eyes». Кліп на неї зняв режисер Пол Томас Андерсон у лондонському клубі Mildmay у жовтні 2023 року. У ньому Йорк блукає Лондоном, п'є на самоті в пабі, дивиться на стіну з очних яблук і сидить серед десятків версій самого себе.
Третій сингл з Wall of Eyes, «Friend of a Friend», вийшов 9 січня 2024 року. Того ж дня Smile анонсували серію кінопоказів Wall of Eyes, on Film у незалежних кінотеатрах, які відбулись цього ж місяця. Події включали в себе вечірки прослуховування альбому, премє'рний показ відео «Friend of a Friend» (також зняте Андерсоном), кадри з сесій запису альбому, а також покази попередніх відео Андерсона з для Smile, Йорка і Radiohead. Після лондонського прем'єрного показу, учасники гурту несподівано з'явилися в кінотеатрі Prince Charles Cinema та відповіли на запитання глядачів.

## Відгуки критиків
На сайті Metacritic Wall of Eyes отримала 86 балів зі 100 на основі 15 рецензій від критиків, що свідчить про «загальне визнання». Кріс Девілль зі Stereogum писав, що Wall of Eyes був «менш вибухонебезпечним», ніж A Light For Attracting Attention, і «виділяється тим, що його пісні нагадують розростання живого організму, а не композиції, зібрані докупи». Він описав Smile як «веселу фазу» для Йорка і Ґрінвуда, але висловив надію на повернення Radiohead і сказав, що Smile продемонстрував внесок інших учасників Radiohead.
The Irish Times написала, що «Йорк і Ґрінвуд створили ще одну класику», і сказала, що альбом має «чудову, похмуру велич», що нагадує альбом Radiohead 2016 року A Moon Shaped Pool. Consequence обрали «Wall of Eyes» піснею тижня, описавши її як «запаморочливо танцювальну і досить приємну … звучання трьох безмежних музикантів, у яких достатньо ідей, щоб охопити кілька життів». Головний музичний критик The Guardian Алексіс Петрідіс обрав Wall of Eyes альбомом тижня, написавши, що це «творча і вісцерально захоплююча річ, одна з найкращих робіт Йорка і Ґрінвуда за останнє десятиліття». Pitchfork назвав його «найкращою новою музикою тижня».

### Списки на кінець року
| Публікація      | Відзнака                       | Позиція | Прим.  |
| --------------- | ------------------------------ | ------- | ------ |
| The Independent | Найкращі альбоми 2024, рейтинг | 10      | [ 27 ] |
| MOJO            | 75 найкращих альбомів 2024     | 13      | [ 28 ] |
| Uncut           | 80 найкращих альбомів 2024     | 7       | [ 29 ] |

## Трек-лист
Всі пісні написані Томом Йорком, Джонні Ґрінвудом та Томом Скіннером
| #     | Назва                | Тривалість |
| ----- | -------------------- | ---------- |
| 1.    | «Wall of Eyes»       | 5:05       |
| 2.    | «Teleharmonic»       | 5:10       |
| 3.    | «Read the Room»      | 5:14       |
| 4.    | «Under Our Pillows»  | 6:14       |
| 5.    | «Friend of a Friend» | 4:35       |
| 6.    | «I Quit»             | 5:32       |
| 7.    | «Bending Hectic»     | 8:03       |
| 8.    | «You Know Me!»       | 5:22       |
| 45:16 |                      |            |

## Персоналії
| The Smile - Джонні Ґрінвуд — гітари, бас, піаніно, синтезатори, оркестрові аранжування, віолончель, Max MSP - Том Скіннер — барабани, синтезатори, перкусія - Том Йорк — вокал, гітари, бас, піаніно, синтезатори, тексти Продакшн - Сем Петтс-Девіс — продюсування, звукоінженер, зведення - Олі Міддлтон — звукоінженер - Том Бейлі — звукоінженер оркестру - Піт Клементс — студійний технік - Джо Ваятт — запис на Abbey Road, асистент інженера - Том Ешпітел — запис на Abbey Road - Грег Келбі — мастеринг | Додаткові музиканти - Лондонський сучасний оркестр під керівництвом Елоїзи-Флер Том - Г'ю Брант — диригент - Роберт Стілман — кларнет, саксофон - Піт Воррем — флейта |

## Чарти
| Чарт (2024)                                        | Пікова позиція |
| -------------------------------------------------- | -------------- |
| Australian Albums (ARIA)                           | 7              |
| Австрія Austrian Albums (Ö3 Austria)               | 5              |
| Бельгія Belgian Albums (Ultratop Flanders)         | 2              |
| Бельгія Belgian Albums (Ultratop Wallonia)         | 4              |
| Canadian Albums (Billboard)                        | 42             |
| Данія Danish Albums (Hitlisten)                    | 2              |
| Нідерланди Dutch Albums (MegaCharts)               | 1              |
| Фінляндія Finnish Albums (Suomen virallinen lista) | 14             |
| Франція French Albums (SNEP)                       | 6              |
| Німеччина German Albums (Offizielle Top 100)       | 4              |
| Hungarian Physical Albums (MAHASZ)                 | 9              |
| Ірландія Irish Albums (OCC)                        | 2              |
| Italian Albums (FIMI)                              | 12             |
| Японія Japanese Albums (Oricon)                    | 21             |
| Japanese Digital Albums (Oricon)                   | 18             |
| Japanese Hot Albums (Billboard Japan)              | 23             |
| New Zealand Albums (RMNZ)                          | 6              |
| Португалія Portuguese Albums (AFP)                 | 2              |
| Шотландія Scottish Albums (OCC)                    | 1              |
| Іспанія Spanish Albums (PROMUSICAE)                | 12             |
| Swedish Albums (Sverigetopplistan)                 | 49             |
| Швейцарія Swiss Albums (Schweizer Hitparade)       | 2              |
| Велика Британія UK Albums (OCC)                    | 3              |
| Велика Британія UK Independent Albums (OCC)        | 2              |
| US Billboard 200                                   | 42             |
| US Independent Albums (Billboard)                  | 5              |
| US Top Alternative Albums (Billboard)              | 5              |
| US Top Rock Albums (Billboard)                     | 7              |